# East End Park
East End Park is een voetbalstadion met plaats voor 12.509 toeschouwers in het Schotse Dunfermline. Het is de thuisbasis van de voetbalclub Dunfermline Athletic FC.
Het stadion werd in 1885 voor het eerst in gebruik genomen, toen tevens de club Dunfermline Athletic werd opgericht. Tijdens de Tweede Wereldoorlog zaten er Poolse en Britse legereenheden gestationeerd in het stadion. Op 30 april 1968 werd het recordaantal supporters in het stadion bereikt. Op die dag werd er gespeeld tegen Celtic FC en zaten er 27.816 mensen op de tribunes. Door de immense drukte overleed één persoon. In november 2011 werd besloten de noordelijke tribune te sluiten om de bedrijfskosten te drukken, maar in juli 2012 kwam de clubleiding hierop terug.